# Like Money
〈Like Money〉는 대한민국의 음악 그룹 원더걸스의 노래이다. 미국 가수 에이콘이 피처링으로 참여했으며, 2012년 7월 10일 발매되었다.